# Ватерберх
Ватерберх (африк. Waterberg) — район провинции Лимпопо (ЮАР). Административный центр — Модимолле. Большинство населения (58,8 % согласно переписи 2001 г.) говорит на языке северный сото, свыше 12 % являются носителями языка тсвана.

## Название
Название района происходит от горной гряды Ватерберх.

## География
На территории района расположен биосферный резерват Ватерберх.

## Административное деление
В состав района Ватерберх входят пять местных муниципалитетов:
- Бела-Бела
- Лепхалале
- Могалаквена
- Мокгопонг-Модимолле
- Тхабазимби